# Döme Károly
Döme Károly (Komárom, 1768. január 26. – Pozsony, 1845. május 22.) pozsonyi kanonok, költő, műfordító, a Magyar Tudományos Akadémia tiszteleti tagja.

## Élete
A gimnáziumot szülőhelyén, a bölcseletet Pozsonyban végezte, ahol 1786-ban az esztergom-egyházmegyei növendékpapok közé lépett. Ott hallgatta a teológiát, majd miséspappá szentelték föl.
1793-ban a pozsonyi papnevelőintézet jószággondnoka mellé került segédnek, 1794-ben tanulmányfelügyelői tisztséggel bízták meg. 1800-ban Izsára került plébánosnak, ahol a közeli Virten Baróti Szabó Dáviddal és ennek mecénásával, Pyber Benedekkel barátságot ápolt.
1816-ban alesperes lett és Rudnay Sándorral Erdélybe ment, ahol előbb gyulafehérvári tiszteletbeli kanonok, majd a püspöknél segédkanonok volt. 1817-ben visszatért Pozsonyba és ott 1818-ban olvasókanonok, majd a Szent Imre nevelőintézetnek igazgatója lett. 1831. február 15-én a Magyar Tudományos Akadémia felvette tiszteleti tagjai közé. Az akadémia pénztárát 1832-ben 380 forinttal gyarapította.

## Művei
- Kesergő versek, melyeket ft. Vizer Ádám urnak, pécsi czímzetes kanonoknak, midőn a sokáig érdemesen viselt tanítói terhet vállairól letenné, béajánlott… Pozsony, 1788
- Jajgató alagya, mellyel megváltását… Szabó András úrnak, midőn… püspöki névre magasztaltatván megszünt a pozsonyi papnevelő háznak igazgatásától, fájlalta kis pap társaival együtt…, uo., 1788
- Könyvező musa, mely nagy érdemű Ostermajer Ferencz urtól, a pozsonyi nevendék papságnak egyik igazgatójától, midőn beteges állapotja miatt tiszteletéről lemondana, búcsúzott. Uo. 1789
- Pásztori dal három izben. Uo. 1791
- A világ nagyjai! féljetek, ford. németből egy barátját féltő igaz magyar. Nagyszombat, 1792
- A katholika hittudomány. Pörben forgó czikkelyeinek előadása. Bossuet Jakab után ford. nehány jegyzésekkel. Uo. 1793
- Metastasiusnak egynehány játék darabjai. Ford. Komárom, 1802. (Abel halála, A megismért egyptusi József, Joas Juda királya, Scipio álma, A lakatlan sziget, Themistokles, dr. ez először adatott a pesti magyar színházban 1810. máj. 17., azután 1813–14-ben és ugyanezen években Székesfehérváron; Toldalék: kisebb költemények. Elöl Baróti Szabó Dávid költeménye Döme Károlyhoz)
- Beszéd, melyet szent István napjára s az ennek dicsőséges jobb kezéhez megujult jeles ünneplés alkalmatosságára készített és a budai főtemplomban elmondott. Buda, 1810
- Michael Denis, Elegia threnodica in laudem societatis Jesu. Hungarice reddita. Posonii, 1812. (Pozsony, 1815, Esztergom, 1823)
- A keresztény katholika tudomány igazsága azon czikkelyekben előadva, melyekért attól a protestánsok és reformátusok elszakadtak. Németből Freindaller Ferencz után. Nagyszombat, 1814
- Ismét egy két játék Metastasiusból. Pozsony, 1815 (Akhilles Scirusban, Klelia győzedelme, Niktéti, Atilius Regulus, Zenóbia, Az olimpiai bajban a hív barát; Toldalék: Ovidius keserveiből az I. könyv, Denis Mihály, M. vilt József püspök urhoz, Szabó Dávid urhoz, Horaz II. könyvéből, Virág Benedek úrhoz)
- Bonaparte Napoleon megbukása, vagy sierverse a jacobinismusra. Kuik Ignácz után magyarázta…… Uo. 1826 (költemény)
- Nehány kivonatok G. R. L. munkáiból. Uo. 1838

Levelei: Kazinczyhoz, Nagyszombat, 1794. ápr. 30. (Kazinczy F. Levelezése II. 353. l.), Kresznericshez, Izsa, 1808. jan. 7. Baróti Szabó Dávidhoz, Izsa 1809. ápr. 9. 1816. dec. 27., Kazinczyhoz, Kolozsvár, 1816. dec. 16. (Uj M. Muzeum, 1857)
Arcképe: báró Lütgendorf Ferdinándtól, 1827, rézmetszet (Ponori Thewrewk József Erdélyi Pantheonában)
Mint pozsonyi növendékpap az ottani királyi várban társaival alakított kis irodalmi körnek szerény tagja volt; itt találkozott 1784-ben Kazinczyval, ki őt megszerette s mindvégig baráti vonzalommal viseltetett hozzá; az ő buzdítására lépett föl D. a M. Musában (1787) Komárom vára romlásáról irt elegiájával; azután Ovidius keserveiből fordított munkájával a M. Muzeumban (1788), Tibullus fordításával és eredeti költeményeivel az Orpheusban (1790). Olaszul is megtanult és kedvenc költőjének Metastasionak munkáit fordította, melyeket külön kiadott. Alig megy 20–25-re költeményeinek száma, melyek a folyóiratokban, igy a Heliconi Virágokban (1791, Mede Pál névvel is) és az Erdélyi Muzeumban (1814–18) megjelentek. Egyházi beszédei a Magyar egyházi beszédek Gyűjteményében (Pest, 1832–33, és Uj folyam 1840–45) vannak.